# 의주성 전투
의주성 전투는 1627년에 일어난 정묘호란의 첫 전투로, 의주 부윤 이완이 싸웠으나 패하고 전사하였다.

## 전투의 경과
의주를 수비하는 임무를 맡던 의주 부윤 이완은 후금의 군대가 압록강에 집결해 있다는 보고를 받고 서둘러 군사를 정비하고 후금군에 맞설 준비를 갖추었다. 의주성에 주둔한 조선군의 수는 3,000명이였으나, 후금군은 이의 10배에 달하는 30,000명의 대규모 병력이였다. 후금군은 병력의 차이를 이용해 이완과 판관 최몽량에게 항복을 권유했으나 이들은 이를 날카롭게 거절하였고, 전투가 시작되었다. 후금은 먼저 기병대를 보내어 성을 공격케 하였으나 조선군은 활을 쏘고 돌을 던지며 방어하였다. 후금 기병대는 100명의 사상자를 내고 패퇴하였으나, 이 싸움에서 조선군은 화약과 화살이 바닥나 적극적인 항전을 할 수가 없게 되었다. 이에 조선군의 사기가 크게 떨어졌고, 탈영병이 속출하게 되었다. 이에 분노한 이완은 탈영하려다가 발각된 군사를 가차없이 참수하였다. 이후 후금은 의주성을 재침한다. 조선군은 부족한 물자를 쥐어짜며 분전하였으나 이마저도 바닥나고, 결국 후금군의 몇차례 크고 작은 공격으로 인해 의주성의 성문이 뚫리게 되었다. 후금군은 의주성 내로 물밀듯이 공격하였다. 결국 조선군은 완전히 전의를 상실하고 의주성을 빠져나와 도주하기에 바빴다. 이완의 장수였던 최몽량은 후금군의 포로로 잡혔다가 목숨을 잃고, 이완 또한 전사했다. 결국 의주성은 2일간의 치열한 전투 끝에 함락되었다.

## 같이 보기
- 의주읍성
- 의주남문